# كناس سفلي
كناس سفلي (بالفارسية: کناس سفلی) هي قرية تقع في Hasanabad Rural District في إيران. يقدر عدد سكانها بـ 309 نسمة بحسب إحصاء 2016.